# Муаз ибн Джабаль
Му’а́з ибн Джаба́ль аль-Анса́ри (араб. معاذ بن جبل الأنصاري‎; род. 603, Ясриб — 639, Аш-Шуна аш-Шамалийя, Иордания) — сподвижник пророка Мухаммеда, факих, чтец Корана и мухаддис.

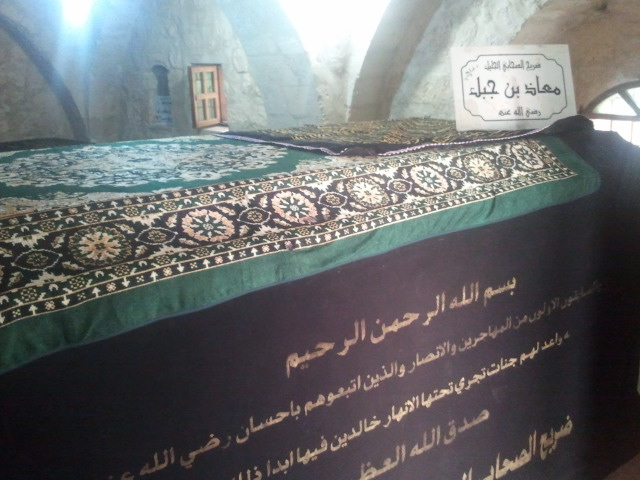
Могила Муаза ибн Джабаля в Иордании

## Биография
Муаз ибн Джабаль родился в Медине. Он принадлежал к клану бану адда племени хазрадж. В возрасте 18 лет принял ислам, участвовал во время второй клятвы при Акабе. Принимал участие в сражениях мусульман с многобожниками. Знал наизусть весь Коран. Муаз ибн Джабаль был блестящим знатоком мусульманского права (фикха), издавал фетвы ещё при жизни Пророка. Согласно исламскому преданию, пророк Мухаммед называл Муаза в числе лучших знатоков Корана. Был отправлен Пророком в Йемен для призыва к исламу. Вернулся оттуда в период правления Праведного халифа Абу Бакра ас-Сиддика. Уехал в Сирию, заразился чумой и скончался в возрасте 38 лет. В передаче Муаз известно более 150 хадисов.